# Zahrádka (Horní Paseka)
Zahrádka (německy Sachradka) je osada, součást obce Horní Paseka v okrese Havlíčkův Brod. Původní město na řece Želivce zaniklo výstavbou vodní nádrže Švihov v 70. letech 20. století.

## Historie
První písemná zmínka o Zahrádce je z roku 1219, kdy ji král Přemysl Otakar I. postoupil Vyšehradské kapitule. Tuto skutečnost roku 1245 potvrdil papež Inocenc IV. Roku 1327 je poprvé uváděna jako městečko (oppidum Sarathka) a roku 1436 ji do zástavy získává Mikuláš Trčka z Lípy. Trčkové z Lípy Zahrádku, od roku 1562 zvanou Trhová Zahrádka (v tom roce udělil císař Ferdinand I. Zahrádce právo trhů a také znak), drželi do roku 1634, kdy byl majitel Adam Erdman Trčka z Lípy v Chebu spolu s Albrechtem z Valdštejna zavražděn.
Následně jim je majetek zkonfiskován a roku 1636 Zahrádku koupil hrabě Volf Adam z Poppenheimu, brzy poté ji získává hrabě Burian Ladislav z Valdštejna. O 30 let později, roku 1666, se novým majitelem stal opat Břevnovského kláštera a pražský arcibiskup Matouš Ferdinand z Bilenberka, jenž ji odkázal Břevnovskému klášteru. Roku 1707 mění Zahrádka majitele znovu, tentokrát ji opat Břevnovského kláštera Otmar Zinke prodal knížeti Janu Leopoldu Donátovi z Trautsonu a Falkenštejna, jenž ji připojil k Dolním Kralovicím.
V letech 1783 a 1850 postihl město požár. Od roku 1850 Zahrádka (správně stále ještě Trhová Zahrádka) spadala do politického okresu Ledeč nad Sázavou. Zpátky k názvu Zahrádka se město vrátilo roku 1854.
Za druhé světové války žilo v Zahrádce 916 obyvatel, soupis živností uvádí 4 hostince, 4 řezníky, 3 pekaře, 1 holiče, 1 kominíka, 2 obchody, 2 kováře, 3 truhláře atd. V městečku byly dva mlýny, pošta, četnická stanice i zdravotní středisko. Fungoval zde malý podnik na výrobu mlátiček. Tento podnik byl začátkem 50. let přeměněn na výrobní závod podniku KOVO-FINIŠ n.p. se sídlem v nedaleké Ledči nad Sázavou

V letech 1940-1948 v Zahrádce působil (v l. 1940-1945 jako kaplan, v l. 1945-1948 jako farář) R.D. Josef Toufar.
V roce 1969 rozhodla vláda o likvidaci obce z důvodu výstavby vodní nádrže Želivka. Roku 1976 byla obec zbořena a zbytky připojeny k Dolnímu Městu, od něhož se roku 1990 odtrhla Horní Paseka, pod níž zbytky obce dnes spadají. V roce 2001 došlo k založení občanského sdružení Přátelé Zahrádky.

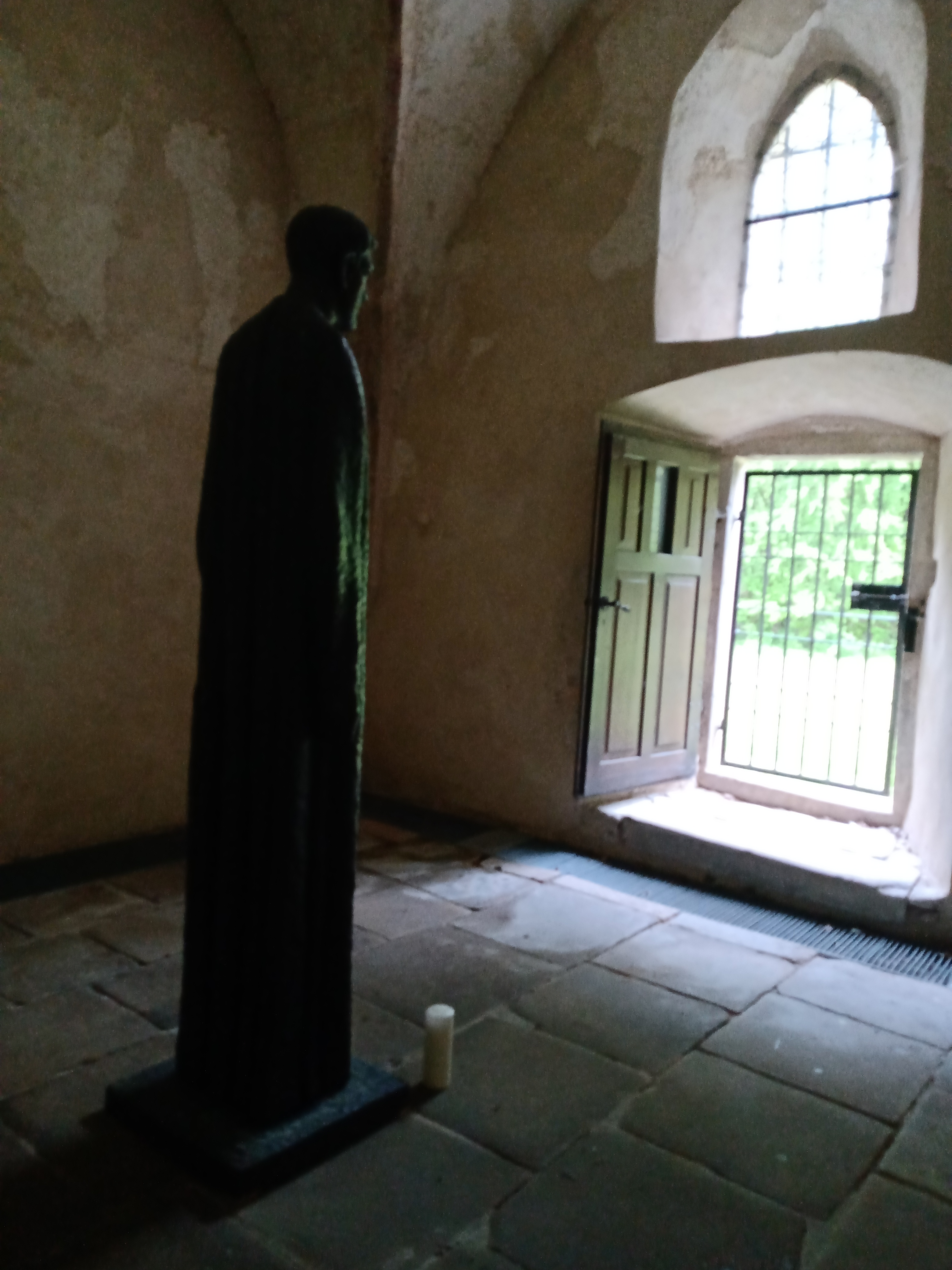
Socha Josefa Toufara v sakristii

U příležitosti 67. výročí tragické smrti pátera Josefa Toufara byla v sobotu 25. února 2017 v sakristii kostela svatého Víta slavnostně odhalena socha, kterou na uctění památky katolického duchovního vytvořil sochař Olbram Zoubek. Dne 26. října obdržel kostel nový zvon.

## Průmysl
Kopcovitý terén kolem obce příliš nepřál zemědělství, proto hlavním zdrojem obživy byla řemesla. Obec těžila zejména z toho že byla spádovou oblastí pro okolní vesnice a zároveň byla na půl cesty mezi Ledčí nad Sázavou a Humpolcem. Největšími průmyslovými podniky byly začátkem 20. století dva mlýny spojené s pilou. Mlýny díky vodní turbíně poskytovaly elektrický proud pro celou obec.
Během druhé světové války vznikla v obci továrna na výrobu zemědělských mlátiček. Začátkem 50. let byla tato továrna přeměněna na výrobní závod n.p. KOVO-FINIŠ se sídlem v Ledči nad Sázavou.
V roce 1949 bylo založeno místní JZD, které však kvůli nevoli zdejších obyvatel a nevhodným podmínkám pro zemědělství nepodávalo požadované hospodářské výsledky. Proto bylo za dobu své existence mnohokrát reorganizováno.
V 70. letech ještě před plánovaným zatopením obce vodní nádrží Švihov dochází k přesunutí výrobního závodu Kovofiniše do areálu mateřské firmy v Ledči nad Sázavou.

## Pamětihodnosti
- Kostel sv. Víta
- Křížová studánka
- Kobylí důl
- Hrad

## Osobnosti
- Karel Vrána – přední český filosof a teolog
- Josef Toufar – kněz, oběť komunistického režimu